# 松浦一六
松浦 一六（まつうら いちろく、1903年 - ?＜1999年時点で故人＞）は、日本の日本文学研究者。近世日本文学、特に井原西鶴の研究などで知られ、「西鶴町人物研究の先覚」と評された。

## 経歴
兵庫県武庫郡須磨村（1912年に町に昇格、1920年に神戸市に編入）に生まれ、中学卒業まで地元で育つ。少年期には浪曲と野球に熱中した。中学卒業後、神戸を離れて岡山市の第六高等学校に進んだ。その後上京し、1927年に東京大学文学部国文科を卒業した。
大学卒業後すぐに、第七高等学校教授となり、以降、七高などから改組新設された鹿児島大学、さらに鹿児島県立短期大学、鹿児島短期大学で教授を歴任した。
なお、第二次世界大戦中には静岡市にいた時期があり、1945年6月の静岡大空襲で、収集していたレコード類などを始め全財産を失うという経験もしている。

## おもな著書

### 単著
- 西鶴織留新註、春陽堂、1932年 - 井原西鶴の遺稿のひとつ『西鶴織留』の注釈書
- 近世の文学、古川書房、1972年
- 近世俳句評釈、古川書房、1973年
- 随感随想、古川書房、1974年
- 旧稿一束、古川書房、1974年
- 近代作家に想う、著作社、1979年
- 文芸閑談、南山社、1981年
- 人間曼荼羅、私家版、1984年
- 老楽の日々、私家版、1986年
- 快舌快談、私家版、1987年